# Mezinárodní pohár ve fotbale
Mezinárodní pohár, oficiálně Coupe internationale européenne, byla fotbalová soutěž národních týmů hraná od 1927 do 1960. Účastnily se jí Československo, Maďarsko, Rakousko, Švýcarsko a Itálie a nakonec i Jugoslávie.
Pro vítěze byl připraven český křišťálový pohár, který daroval československý předseda vlády Antonín Švehla, takže událost byla známá také jako Pohár Antonína Švehly. Nakonec se soutěž jmenovala Pohár Dr. Geröho na počest Josefa Geröho, který zemřel roku 1954.

## 1927–30
V letech 1927–30‎ se hrálo poprvé a pořadí týmů bylo následující: 1. Itálie, 2. společně Československo a Rakousko, 4. Maďarsko, 5. Švýcarsko.

## 1931–32
V letech 1931–32‎ se hrálo podruhé a pořadí týmů bylo následující: 1. Rakousko, 2. Itálie, 3. Maďarsko, 4. Československo, 5. Švýcarsko.

## 1933–35
V letech 1933–35‎ se hrálo potřetí a pořadí týmů bylo následující: 1. Itálie, 2. Rakousko, 3. Maďarsko, 4. Československo, 5. Švýcarsko.

## 1936–38
V letech 1936–38‎ se hrálo počtvrté. Soutěž nebyla dohrána kvůli připojení Rakouska k Německu v březnu 1938. Navíc nebyl dohrán zápas Rakousko-Itálie z března 1937. Pořadí v tabulce nedohrané soutěže bylo následující: 1. Maďarsko (7 zápasů), 2. Itálie (4 zápasy), 3. Československo, 4. Rakousko, 5. Švýcarsko. Vítěz však vyhlášen nebyl. Kdyby se soutěž dohrála, vyhrálo by buď Maďarsko, nebo Itálie. Ostatní týmy už neměly ani teoretickou šanci vyhrát.

## 1948–53
V letech 1948–53‎ se hrálo popáté a pořadí týmů bylo následující: 1. Maďarsko, 2. Československo, 3. Rakousko, 4. Itálie, 5. Švýcarsko.

## 1955–60
V letech 1955–60‎ se hrálo pošesté. K tradičním účastníkům přibyla Jugoslávie. Pořadí týmů bylo následující: 1. Československo, 2. Maďarsko, 3. Rakousko, 4. Jugoslávie, 5. Itálie, 6. Švýcarsko.

## Celková úspěšnost týmů
| Pořadí | Tým            | 1. místo | 2. místo | 3. místo |
| ------ | -------------- | -------- | -------- | -------- |
| 1.     | Itálie         | 2        | 1        | -        |
| 2.     | Rakousko       | 1        | 2        | 2        |
| 3.     | Československo | 1        | 2        | -        |
| 4.     | Maďarsko       | 1        | 1        | 2        |

## Nejlepší střelci
| Pořadí | Jméno             | Góly |
| ------ | ----------------- | ---- |
| 1      | György Sárosi     | 17   |
| 2      | Ferenc Puskás     | 15   |
| 3      | František Svoboda | 12   |
| 4      | André Abegglen    | 11   |
| 5      | István Avar       | 10   |
| 6      | Giuseppe Meazza   | 8    |
| 6      | Max Abegglen      | 8    |
| 8      | Matthias Sindelar | 7    |
| 8      | Ferenc Deák       | 7    |
| 8      | Silvio Piola      | 7    |
| 8      | Julio Libonatti   | 7    |
| 8      | Leopold Kielholz  | 7    |
| 8      | Lajos Tichy       | 7    |
| 14     | Oldřich Nejedlý   | 6    |
| 14     | Josef Bican       | 6    |
| 14     | Sándor Kocsis     | 6    |